# 시트로엥 서볼트
시트로앵 서볼트(프랑스어: Citroën Survolt)는 시트로앵이 2010년 파리 모터쇼에서 발표한 전기 컨셉트 카이다.

## 비디오 게임에서의 등장
- 아스팔트 6: 아드레날린
- 아스팔트 8: 에어본